# Ignazio Jacometti

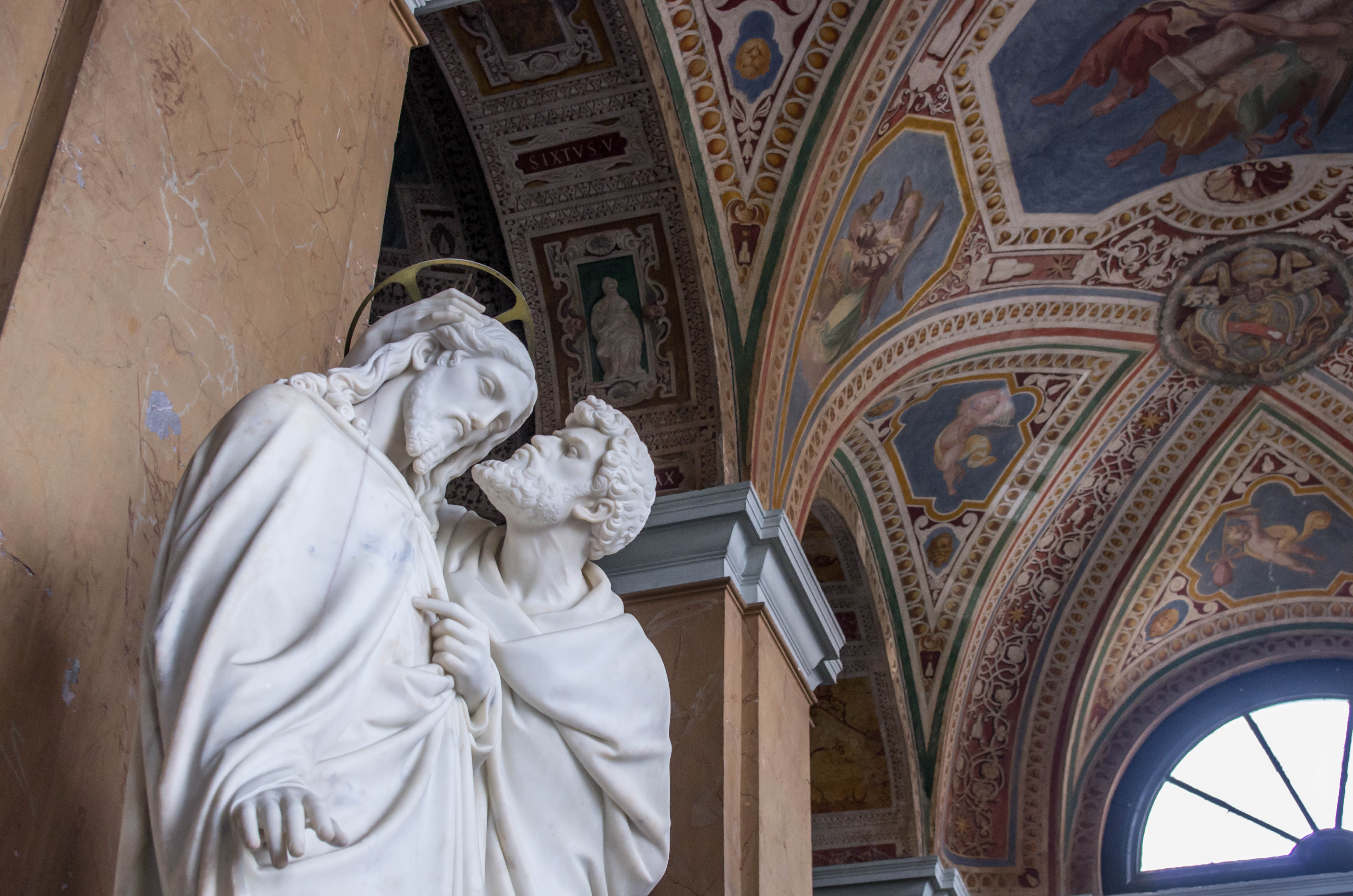
Il bacio di Giuda alla Scala Santa.

Ignazio Jacometti (Roma, 16 gennaio 1819 – Roma, 22 aprile 1883) è stato uno scultore italiano.

## Biografia
Ignazio Jacometti, scultore che seguì la grande tradizione neoclassica, era nato a Roma, da Antonio e da Anna Maria Lang, il 16 gennaio 1819 e morì a Roma il 22 aprile 1883. Apparteneva ad un'antica famiglia romana, legata agli Orsini, che possedeva proprietà terriere ad Anguillara, a Bracciano, a Trevignano e a Ronciglione. Sposò Camilla Jacometti, sua lontana parente, da cui ebbe nove figli.
Nel 1835 lasciò il Collegio Nazareno per studiare all'Accademia di San Luca, dove nel 1861 ottenne la cattedra di Scultura del nudo. Nel 1850 aprì uno studio in piazza Barberini e lì scolpì il gruppo marmoreo Bacio di Giuda. Pio IX, che ad agosto 1852 visitò lo studio di Jacometti, acquistò la scultura: nel 1855 fu messa nell'atrio della Scala Santa, presso San Giovanni in Laterano. Nel 1854 il cardinale Giacomo Antonelli, su invito di Pio IX, commissionò a Jacometti un secondo gruppo marmoreo, l'Ecce Homo, che nel 1857 fu affiancato al Bacio di Giuda.
Pio IX chiese a Jacometti di scolpire anche l'imponente statua di Mosè, per il monumento dell'Immacolata Concezione, eretto nel 1856 di fronte al palazzo di Propaganda Fide, in piazza di Spagna. L'opera marmorea fu posta,  come le altre tre statue monumentali - David,  Ezechiele e Isaia - su uno dei quattro piedistalli, alla base della colonna che sostiene la statua della Vergine. Nel 1857 Jacometti realizzò il modello in gesso di una Deposizione dalla Croce che non venne mai trasformato in opera marmorea. Nella Basilica di San Paolo fuori le Mura scolpì l'angelo di destra che sorregge lo stemma di Pio IX (realizzato da G. Meli) e la statua di San Pietro che è a lato dell'arco trionfale. Leone XIII gli commissionò nel 1880 il Pio IX orante, per la Confessione della Basilica di Santa Maria Maggiore, che fu posto di fronte all'altare della cripta.
Per committenti privati, Jacometti scolpì ritratti e monumenti sepolcrali: nel 1854 il monumento funebre del conte Luigi Pelagallo, in San Bartolomeo della Pietà, a Fermo; nel 1862 il sepolcro del poeta e traduttore dal greco Luigi Lezzani (1818-1861) che si trova nella terza cappella a destra, della chiesa di San Girolamo dei Croati (o degli Schiavoni), a Roma; in San Salvatore in Lauro, nel 1862 scolpì il bassorilievo Madonna con quattro angeli, per il monumento sepolcrale del cardinale Gaspare Bernardo Pianetti di Jesi; nel 1863 realizzò il sepolcro dell'abate Pigiani, nella chiesa di Santa Maria sopra Minerva; nel 1866 il sepolcro della contessa Augusta Piccolomini Morrone Mozzi, che si trova nella stessa chiesa. Del 1869 al 1880 lavorò alla Guglia, voluta da Pio IX, per la piazza di San Bartolomeo all'Isola Tiberina.
Nel 1870, nominato direttore delle Gallerie e dei Musei pontifici, iniziò l'inventario del patrimonio artistico dei musei vaticano e lateranense. Pio IX lo nominò cavaliere, poi commendatore dell'Ordine di S. Gregorio. Un ritratto di Jacometti, dipinto da Francesco Gai, si conserva a Roma,  all'Accademia di San Luca.
Jacometti scolpì anche la Madonna e quattro angeli, che si trova nel monumento della Concezione, a Santiago del Cile, e nel 1881 il Monumento della Concezione, che è a Dublino.
Nel 1875 i modelli in gesso, a grandezza naturale, Bacio di Giuda, Ecce Homo, Deposizione dalla Croce e Angelo e Tobia furono trasferiti in via della Consolazione, dove rimasero fino al 1939, quando la casa fu abbattuta, per la sistemazione dell'area ai piedi del Campidoglio. I modelli in gesso furono trasferiti nello scantinato della chiesa della Collegiata, ad Anguillara e nel 1996 trasportati nel vicino Oratorio della Disciplina.

## Galleria d'immagini

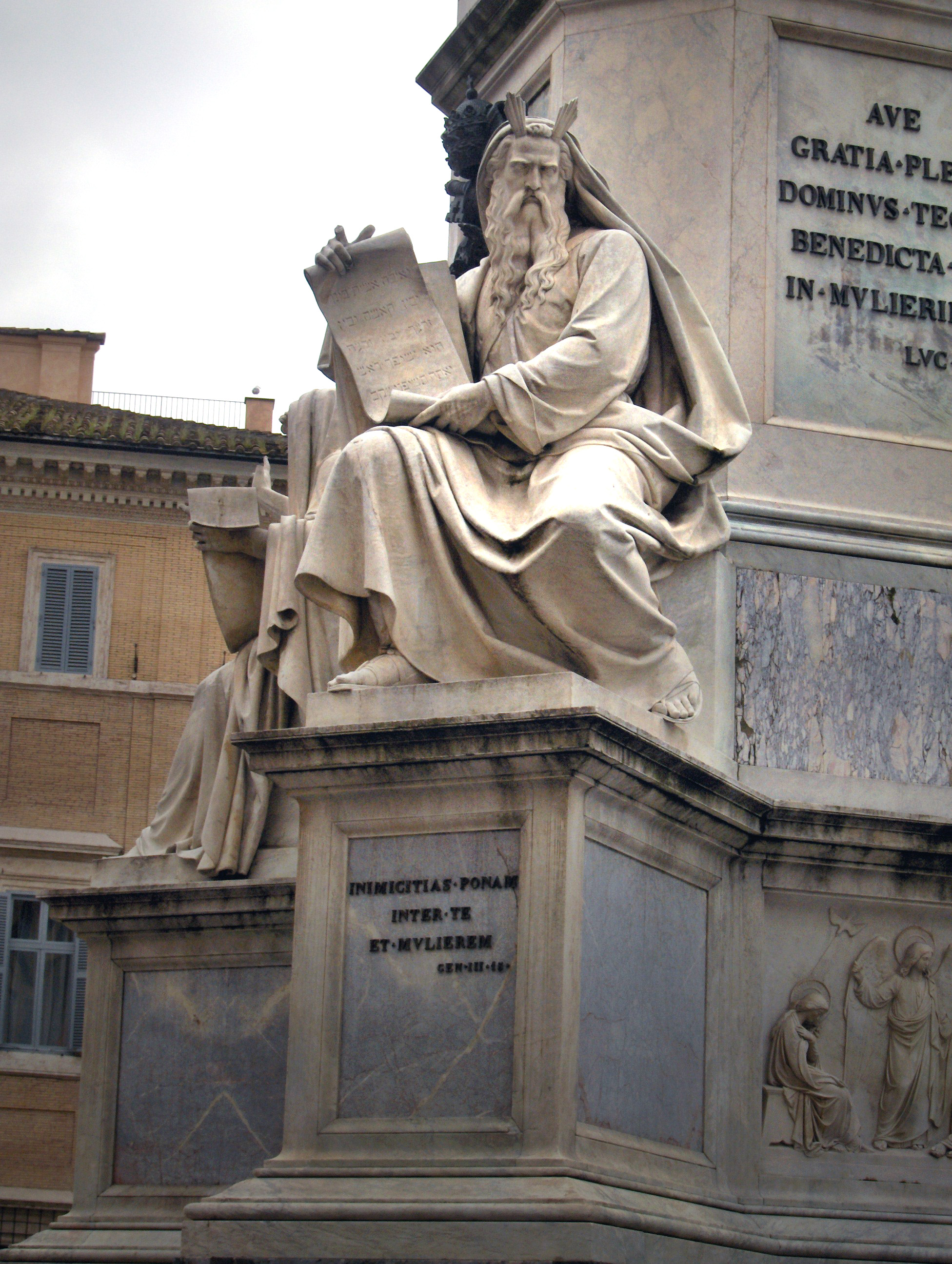
Mosè
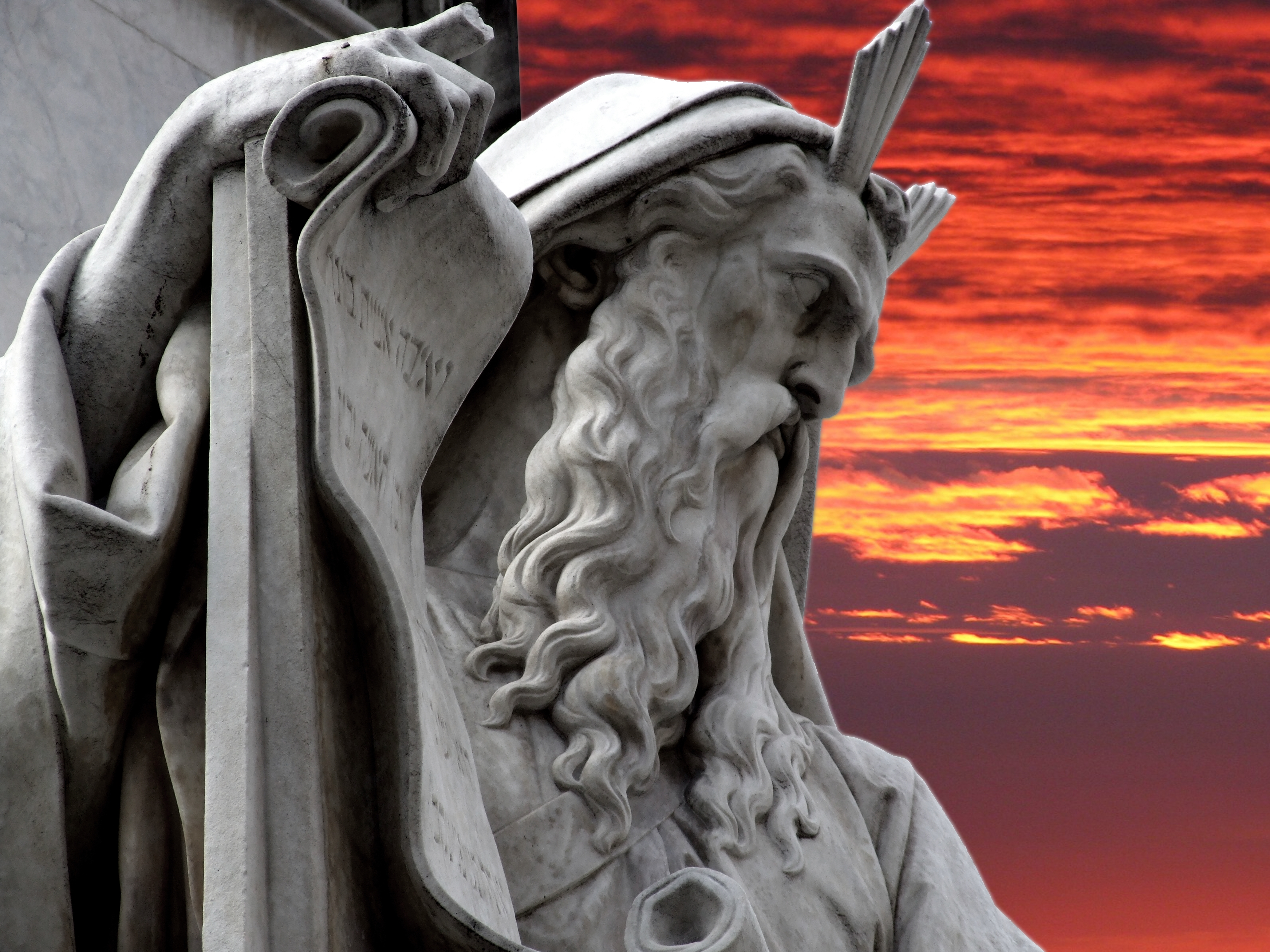
Particolare
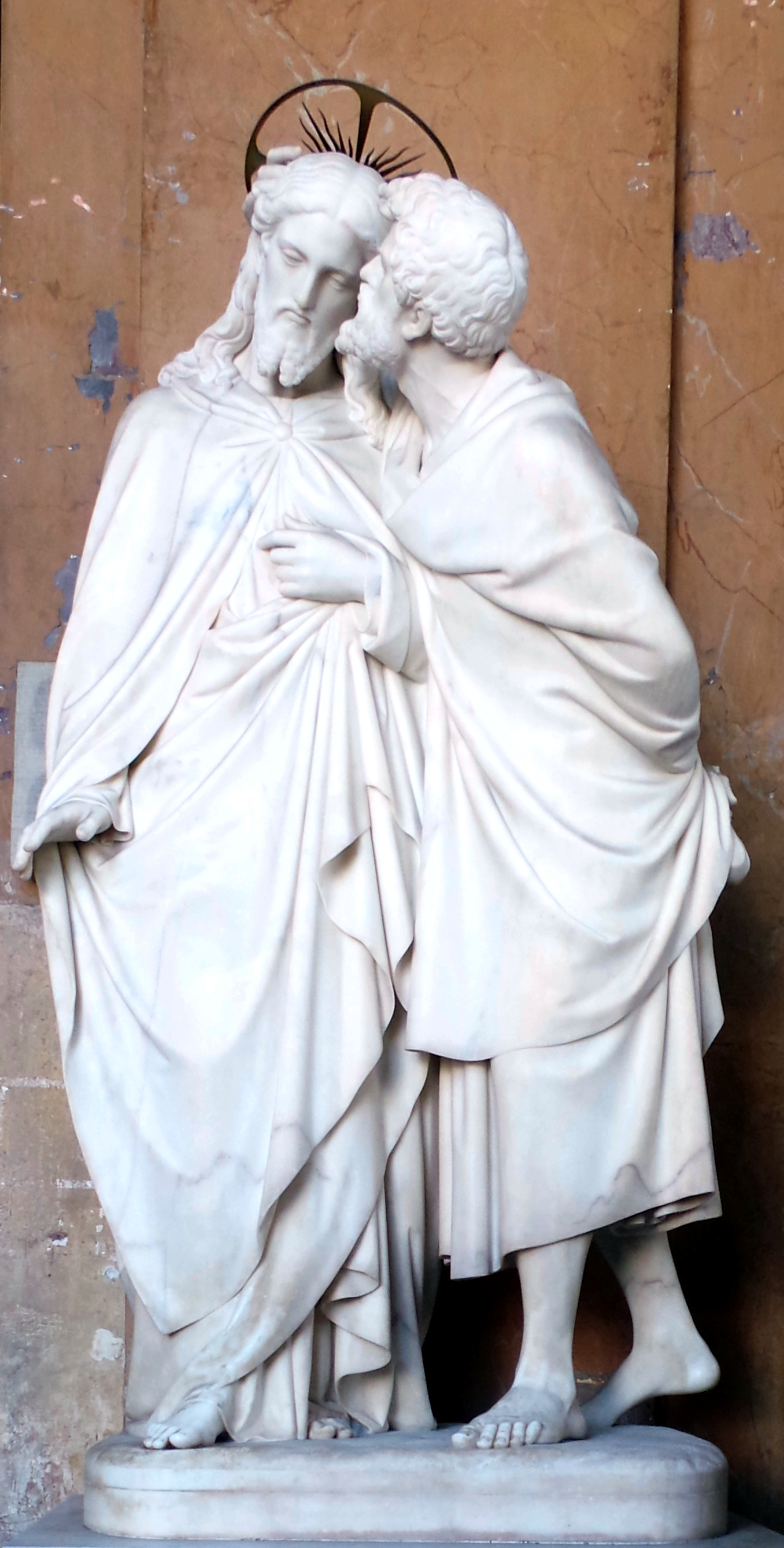
Bacio di Giuda
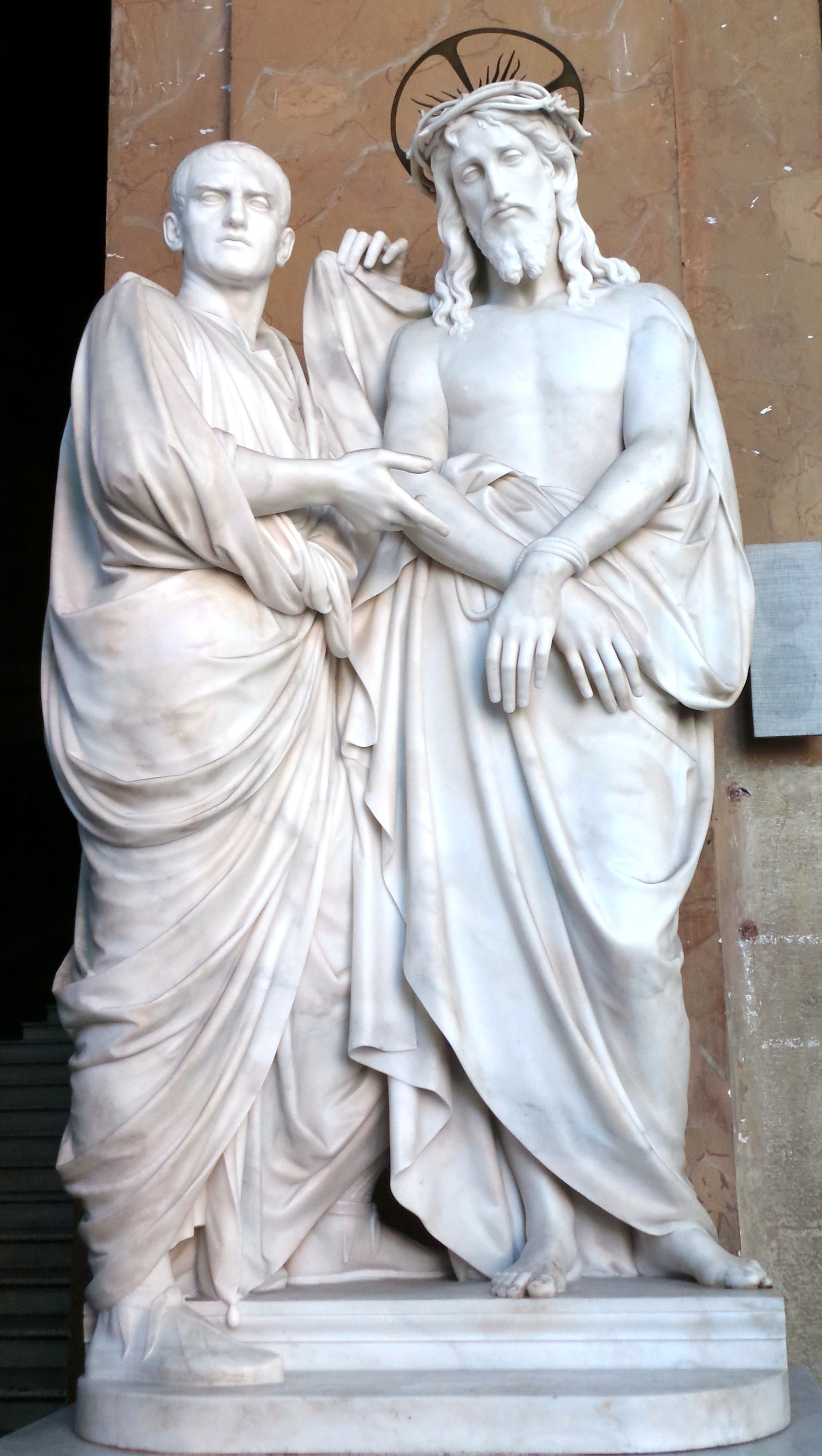
Ecce Homo
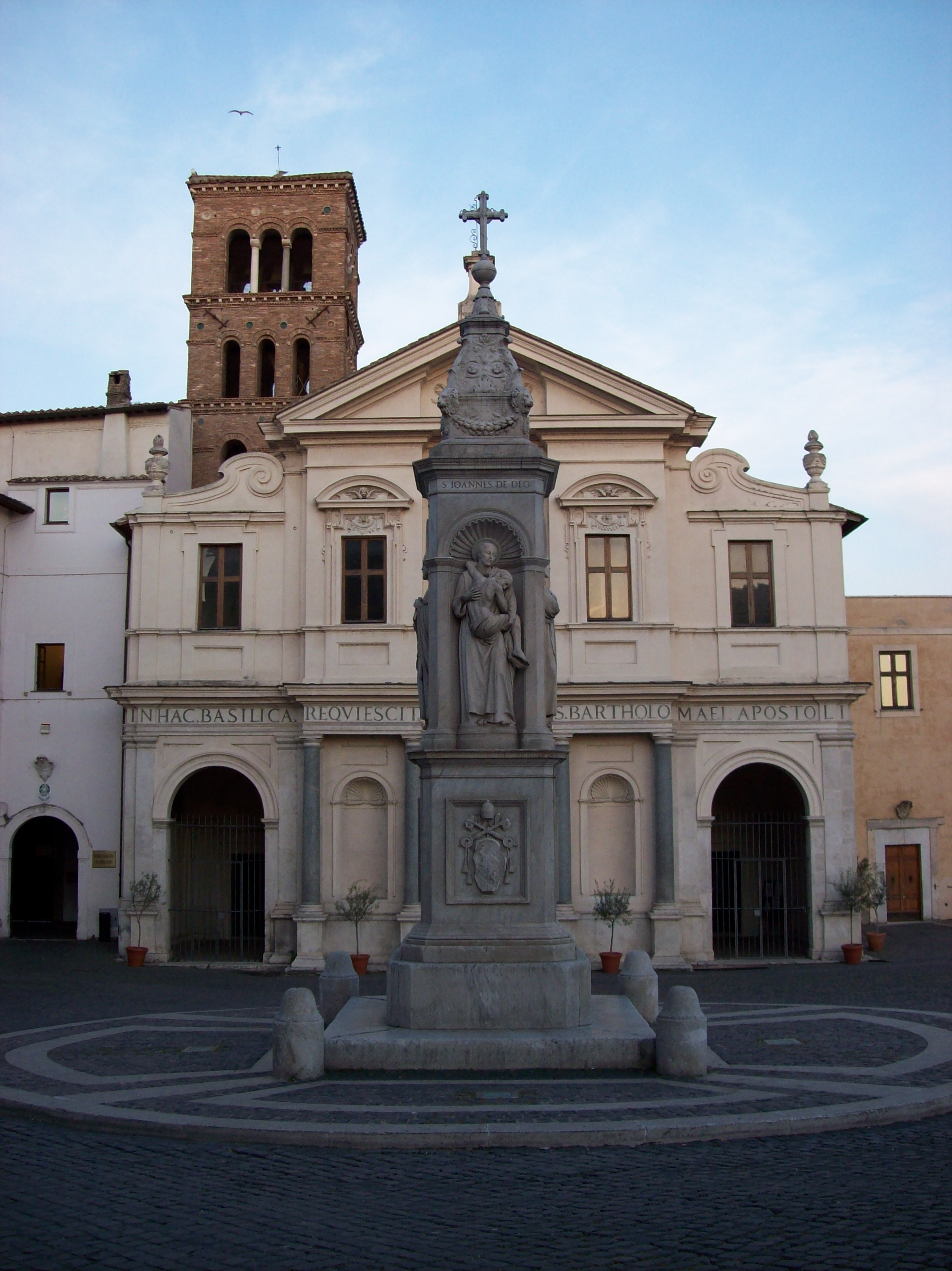
Guglia di Pio IX